# Terry & Thomas (Tranvía de Seattle)
Terry & Thomas es una estación en sentido norte de la línea South Lake Union del Tranvía de Seattle. La estación es administrada por King County Metro. La estación se encuentra localizada en Terry Avenue North & Thomas Street en el Centro de Seattle, Washington. La estación de Terry & Thomas fue inaugurada el 12 de diciembre de 2007.

## Descripción
La estación Terry & Thomas cuenta con 1 plataforma lateral.

## Conexiones
La estación es abastecida por las siguientes conexiones: 
- King County Metro